# Ammotrechula borregoensis
Espèce
Synonymes
- Ammotrechula dolabra Muma, 1963

Ammotrechula borregoensis est une espèce de solifuges de la famille des Ammotrechidae.

## Distribution
Cette espèce se rencontre aux États-Unis en Californie et au Nevada et au Mexique,.

## Description
La femelle holotype mesure 15,0 mm.

## Étymologie
Son nom d'espèce, composé de borrego et du suffixe latin -ensis, « qui vit dans, qui habite », lui a été donné en référence au lieu de sa découverte, le parc d'État du désert d'Anza-Borrego.

## Publication originale
- Muma, 1962 : The arachnid order Solpugida in the United States, Supplement 1. American Museum Novitates, no 2092, p. 1-44 (texte intégral).